# قرار مجلس الأمن التابع للأمم المتحدة رقم 1223
قرار مجلس الأمن التابع للأمم المتحدة رقم 1223، الذي تم تبنيه بالإجماع في 28 كانون الثاني / يناير 1999، بعد التذكير بالقرارات السابقة بشأن إسرائيل ولبنان بما في ذلك القرارات 501 (1982) و508 (1982) و509 (1982) و520 (1982) وكذلك دراسة تقرير الأمين العامعن قوة الأمم المتحدة المؤقتة في لبنان (يونيفيل) التي تمت الموافقة عليها في 426 (1978)، قرر المجلس تمديد ولاية اليونيفيل لستة أشهر أخرى حتى 31 يوليو 1999.
ثم أعاد المجلس التأكيد على ولاية القوة وطلب من الأمين العام مواصلة المفاوضات مع الحكومة اللبنانية والأطراف المعنية الأخرى فيما يتعلق بتنفيذ القرارين 425 (1978) و426 (1978) وتقديم تقرير عن ذلك.
وتم إدانة جميع أعمال العنف ضد اليونيفيل وحث الأطراف على وقف الهجمات على القوة. وكان الأمين العام كوفي عنان قد أفاد بتصاعد القتال في جنوب لبنان وسقوط قتلى وجرحى مدنيين في منطقة عمليات اليونيفيل وخارجها. كان كلا الجانبين معاديين لليونيفيل، حيث زادت الحوادث من 72 إلى 98. تم تشجيع المزيد من وفورات الكفاءة بشرط ألا تؤثر على القدرة التشغيلية للعملية.

## روابط خارجية
- نص القرار في undocs.org